# حقوق الإنسان في زيمبابوي

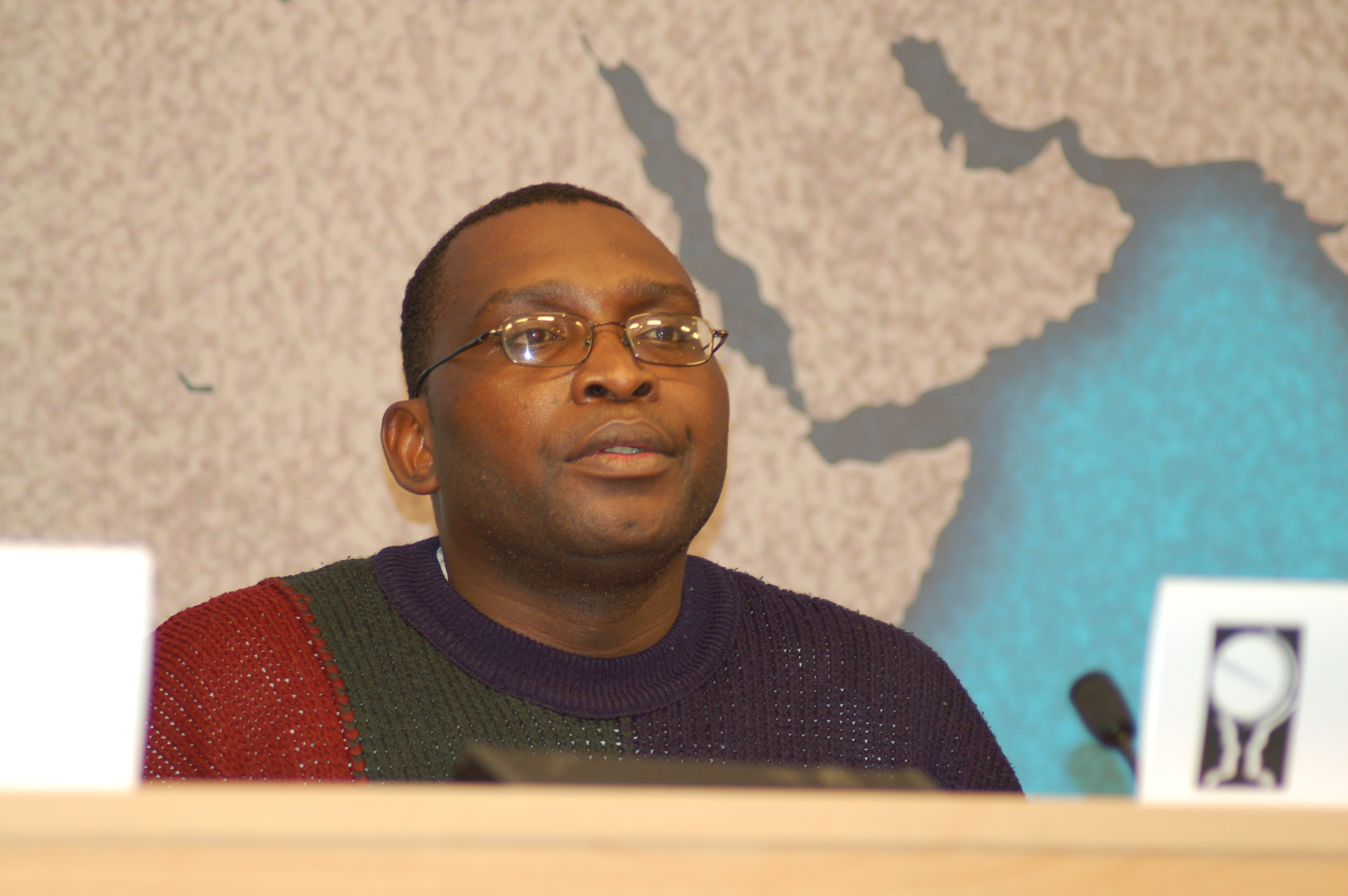
جابريل شومبا يناقش حقوق الانسان.

وردت تقارير على نطاق واسع عن وجود انتهاكات لحقوق الإنسان في زيمبابوي في ظل نظام روبرت موجابي وحزبه (الاتحاد الإفريقي في زيمبابوي الجبهة الوطنية) بين عامي 1980 و2017.
وفقًا لمنظمات حقوق الإنسان مثل منظمة العفو الدولية وهيومن رايتس ووتش، انتهكت حكومة زيمبابوي حقوق المأوى والطعام وحرية الحركة والسكن وحرية التجمع وحماية القانون. كان هناك اعتداءات على وسائل الإعلام والمعارضة السياسية ونشطاء المجتمع المدني والمدافعين عن حقوق الإنسان.
يُعد تجمع أطياف المعارضة مكانًا لهجمات وحشية من قبل قوات الشرطة مثل الحملة التي هاجمت مسيرة حركة التغيير الديمقراطي في الحادي عشر من مارس عام 2007. اعتقل خلال الأحداث رئيس الحزب مورجات تزفانجيراي و49 ناشطًا معارضًا وضُربوا بشدة من قبل قوات الشرطة. خُطف الصحفي إدوارد شيكومبو الذي أرسل صور الاعتداءات إلى وسائل الإعلام الغربية وقُتل بعد عدة أيام. صرّح مورجات تزفانجيري بعد إطلاق سراحة لهيئة الإذاعة البريطانية بي بي سي بأنه يعاني من إصابات في الرأس وكدمات في يديه وركبتيه وظهره وأنه فقد كمية كبيرة من الدم. أدينت أفعال الشرطة بشدة من قبل الأمين العام للأمم المتحدة بان كي مون والاتحاد الأوروبي والولايات المتحدة الأمريكية. ادّعت صحيفة ذا هيرالد التي تتحكم بها الحكومة أن النشطاء تعرضوا لإصابات ولكنها لم تذكر سبب تلك الإصابات، وأن قوات الشرطة اعترضت مظاهرات كانت تنهب المحلات التجارية وتدمر الممتلكات وتسرق المدنيين وتعتدي على ظباط الشرطة وأفراد الشرطة الأبرياء، وحاججت الصحيفة أن المعارضة خرقت عمدًا قرار حظر المسيرات السياسية.

## قمع الشرطة
هناك إجماع منتشر بين منظمات حقوق الإنسان على أن الانتهاكات الممنهجة للحق في الحرية والنزاهة الشخصية هي أمر متكرر في زيمبابوي خصوصًا تجاه الأفراد الذين يُشك بأنهم ينتمون للمعارضة. تُرتكب الانهتاكات من قبل مناصري الحكومة بالإضافة لوكالات إنفاذ القانون وتتضمن الاعتداء والتعذيب والتهديد بالموت والخطف والاعتقال والاحتجاز غير القانوني.
ادعى ثلاثة أمريكيين عام 1999 -جون ديكسون وجاري بلانشارد وحوزيف بيتيجون- تعرّضهم للتعذيب بعد اعتقالهم. قبل القاضي دليلهم حول تعرضهم للتعذيب وأصدر بحقهم أحكامًا مخففة بعد إدانتهم بتهمة حيازة أسلحة.
في نفس السنة، أدان روبرت موجابي قضاة المحكمة العليا في زيمبابوي الذين طلبوا منه التعليق على التعذيب والاعتقال غير القانوني الذي نفذته قوات الأمن الحكومية بحق صحفيَّين، مارك شافوندوكا وراي شوتو.
تُعتبر وكالات إنفاذ القانون الحكومية مصدرًا أساسيًا لانتهاك حقوق الإنسان في زيمبابوي. وفقًا لهيومن رايتس ووتش، تزايدت أعداد القضايا التي تعتدي فيها قوات الشرطة وتعذب مناصري المعارضة ونشطاء المجتمع المدني. إحدى القضايا المثيرة للاهتمام هي قضية اعتقال وضرب مجموعة من النشطاء النقابيين بمن فيهم رئيس وأمين عام كونجرس نقابات العمال في زيمبابوي في مركز شرطة ماتابي بعد تظاهرة في الثالث عشر من سبتمبر عام 2006. حُرم النقابيون بدايةً من المساعدة القضائية والطبية.
كان هناك قضية مشابهة أخرى هي اعتقال القائد والناشط الطلابي برومايز مكوانزي في التاسع والعشرين من مايو عام 2006. احتجز مكوانزي في مركز شرطة بيندورا لخمسة أيام دون توجيه تهمة له، وخلال تلك الفترة جُرد وقُيد وضُرب بالهروات من قبل رجال الشرطة لمرات متكررة، واتهموه بمحاولة قلب الحكومة. كان مكوانزي تحت مراقبة الشرطة منذ عام 2000 نظرًا لمشاركته في مسيرات حزب حركة التغيير الديمقراطي وتجنيده بمساعدة تافادزو تاكاويرا وتينداي نديرا، وهما أعضاء من الحزب ونشطاء طلابيين سابقين كانوا ضحايا للوحشية والتعذيب والاحتجاز في زنازين تفتقر للشروط الإنسانية والمعايير الصحية، إذ تحتوي على حمامات بدون تمديدات مياه وتهوية سيئة.
سجل منتدى المنظمات غير الحكومية لحقوق الإنسان في زيمبابوي، من عام 2001 إلى سبتمبر 2006، أكثر من 1200 حالة انتهاك لحقوق الإنسان من قبل وكالات إنفاذ القانون، بما في ذلك 363 حالة تعذيب و516 حالة اعتداء و58 حالة تهديد بالقتل و399 حالة اعتقال غير قانوني و451 حالة احتجاز غير قانوني. تشمل العديد من هذه الحوادث ضحايا متعددين. وجدت المنظمة أن وكالات إنفاذ القانون تُشجع على ارتكاب انتهاكات من خلال أوامر يُطلقها أعضاء رفيعو المستوى في الحزب الحاكم.
ذكرت وزارة الخارجية الأمريكية في إعلان عام مؤرخ في 12 يوليو 2007 أن الوضع في زيمبابوي مستمر في التدهور مع تزايد الاحتجاجات العامة ضد موغابي وحزبه الحاكم. أدى تحديد الأسعار الحكومي الأخير لجميع السلع الاستهلاكية المحلية إلى نقص كبير في الاحتياجات الأساسية، ما قاد إلى عنف بين المواطنين اليائسين والقوات الحكومية التي تسعى إلى فرض القيود وتهدئة الاضطرابات. واصلت الحكومة تأكيد تفويضها للقضاء على أي معارضة «بكل الوسائل المتاحة»، بما في ذلك القوة المميتة. أيد هذا البيان الأفعال العشوائية وأعمال العنف التي ترعاها الدولة من مختلف قوات الأمن على أي شخص يُعتقد أنه معارض؛ غالبًا ما تحدث هذه الهجمات دون استفزاز أو تحذير كشكل من أشكال إرهاب الدولة.

## تقييد الحريات المدنية
في زيمبابوي، حرية التجمع مقيدة بشدة بموجب القانون. وُسع الإطار القانوني في الممارسة، إذ تُراقب وكالات إنفاذ القانون مظاهرات المعارضة والتجمعات العامة عن كثب. هناك العديد من التقارير حول اعتقال المتظاهرين وضربهم. وفقًا لتقرير هيومن رايتس ووتش «سوف تتعرض للضرب المبرح»: القمع الوحشي للمعارضة في زيمبابوي، تُستخدم قوانين مثل قانون النظام العام والأمن وقانون الجرائم المتفرقة لتعطيل المظاهرات السلمية بعنف وتبرير اعتقال نشطاء المجتمع المدني. في بعض الحالات، يحتجز النشطاء لأكثر من الحد المسموح به قانونًا، وغالبًا بدون تهمة.
وجدت فريدوم هاوس في تقريرها الصادر عام 2006 عن الحرية في العالم، أن حرية التعبير وحرية الصحافة في زيمبابوي سيئة جدًا وقد تدهورت أكثر. يطلب قانون الوصول إلى المعلومات وحماية الخصوصية لعام 2002 من الصحفيين وشركات الإعلام التسجيل في لجنة الإعلام والمعلومات التي تسيطر عليها الحكومة ويمنح الحكومة سلطات لحرمان الناس من العمل كصحفيين. أدخل تعديل سُنَّ عام 2005 أحكامًا بالسجن لمدة أقصاها عامين على الصحفيين الذين يعملون دون اعتماد، وقد أمرت السلطات المعارضة والصحف المستقلة بالإغلاق، وتخويف الصحفيين واعتقالهم ومحاكمتهم، بدعم من القوانين التي تجرم نشر المعلومات غير الدقيقة. يُمنع الصحفيون الأجانب من الحصول على تأشيرات بانتظام، وقد مُنع المراسلون المحليون للمنشورات الأجنبية من الاعتماد وهُددوا بالترحيل. تسيطر الدولة على جميع وسائل الإعلام الإذاعية والصحف اليومية الكبرى مثل ذا كرونيكل وذا هيرالد. تهيمن على التغطية الصور الإيجابية لروبرت موغابي والحزب الحاكم والهجمات على منتقدي الحكومة. وفقًا لفريدوم هاوس، تراقب الحكومة أيضًا محتوى البريد الإلكتروني.
وفقًا لوزارة الخارجية الأمريكية، نقلت منظمة غير حكومية محلية عن وزير أمن الدولة ديديموس موتاسا قوله إن السلطات «لن تتراجع عن عزمها على مطاردة مصادر المعلومات البديلة القليلة المتبقية في البلاد».
في حين اعتبر بعض مراقبي الانتخابات الأفارقة أن الانتخابات البرلمانية لعام 2005 تعكس إرادة الشعب، فإن الإجماع العام هو أن هذه الانتخابات والانتخابات السابقة في زيمبابوي لم تكن حرة ونزيهة، مع تزوير انتخابي واسع النطاق. مُنع المرشحون ومؤيدو حزب المعارضة، حركة التغيير الديمقراطي، من القيام بحملات انتخابية علنية في بعض المناطق، وواجهوا مضايقات وعنفًا وترهيبًا. وعُرضت مخزونات الغذاء الحكومية على الناخبين مقابل تصويتهم. كانت التغطية الإعلامية منحازة بشدة لصالح الحزب الحاكم. أقصي، في يوم الانتخابات، العديد من الناخبين المحتملين، خاصةً في الدوائر الانتخابية التي تهيمن عليها المعارضة. كان السبب الرئيسي وراء ذلك هو أنهم حاولوا التصويت في الدائرة الانتخابية الخاطئة بسبب التقسيم العشوائي غير المعلن. ولاحظ مراقبو الانتخابات تخويف الناخبين في مراكز الاقتراع. في حادثة معينة، لم تتخذ الشرطة أي إجراء عندما هدد مرشح الحزب الحاكم بإطلاق النار على وكلاء الاقتراع في حركة التغيير الديمقراطي. تشير تقارير التباين في التصويت لصالح الحزب الحاكم إلى أنه قد تم التلاعب بالأصوات.